# ニギス
ニギス（似鱚、似義須、学名：Glossanodon semifasciatus）は、ニギス目ニギス科に属する海水魚。 日本海及び福島県以南の太平洋沿岸に分布する。

## 形態
全長20cm。大きな目に突き出した下あごが特徴である。キス（鱚）に似た形状をしていることから、この和名が付けられている。

## 生態
水深100-400mほどの砂泥底に住む。

## 利用
食用とされ、料理法は塩焼き、天ぷら、フライ、刺身、日干しなどがある。「白身魚」の一つ。傷みが早く、刺身や塩焼きは新鮮な物でないと旨くないとされ、首都圏では水揚げ地で既に日干しにした物が良く出回る。太平洋側では三重県の尾鷲、愛知県の三河地方、静岡県では沼津や焼津で新鮮な物が手に入る。
日干ししたものや素焼きしたものを販売する際「キス丸干し」「焼きギス」と表示されていることがあるが、キス（鱚）ともギス（義須）とも別種の魚であるので注意が必要である。

## 地方名
- メギス（目鱚） - 新潟県[1]、石川県、福井県、静岡県
- ミギス - 富山県